# انتخابات سراسری توکلائو (۲۰۲۰)
انتخابات سراسری توکلائو مطابق برنامه در ۲۳ ژانویه ۲۰۲۰ برگزار شد.

## نظام انتخاباتی
انتخابات پارلمان توکلائو در هر کدام از سه روستای اتافو، فاکاوفو و نوکونونو برگزار می‌شود و هر روستا که شامل ۱۰۰ شهروند می‌شود یک هیئت را در برمی‌گیرد.